# Абдулразак Гурна
Абдулразак Гурна (на английски: Abdulrazak Gurnah) е занзибарски писател. Носител е на Нобелова награда за литература през 2021 г.

## Биография
Роден е на 20 декември 1948 г. в Занзибар, Танзания. През 1968 г. заминава да учи във Великобритания, след като емигрира от Занзибар на 18-годишна възраст, за да избегне преследването на арабските граждани по време на революцията в Занзибар. Първоначално учи в Christ Church College, Кентърбъри, чиито степени по това време се дават от Лондонския университет.
През 1982 г. защитава докторат в Университета в Кент. От 1980 до 1983 г. преподава в Университета Байеро в Кано, Нигерия. Той е професор и директор на следдипломното обучение в катедрата по английски език в университета в Кент. Основните му интереси са в постколониалното писане и в дискурсите, свързани с колониализма, особено като те се отнасят до Африка, Карибите и Индия.
През 2006 г. е избран за член на Кралското дружество по литература. През 2021 г. получава Нобелова награда за литература „за неговото безкомпромисно и състрадателно вникване във влиянието на колониализма и съдбата на бежанеца в разлома между културите и континентите“.

## Творчество

### Романи
- Memory of Departure (1987)[9]
- Pilgrims Way (1988)[10]
- Dottie (1990)[11]
- Paradise (1994)[12]
- Admiring Silence (1996)[13]
- By the Sea (2001)[12]
Край морето. София: Лабиринт, 2023 ISBN 9786197670264[14][15]
- Desertion (2005)[16]
- The Last Gift (2011)[17]
- Gravel Heart (2017)[18]
- Afterlives (2020)[19]

### Разкази
- „My Mother Lived on a Farm in Africa“ (2006)[20]
- „The Arriver's Tale“, Refugee Tales (2016)[21]
- „The Stateless Person’s Tale“, Refugee Tales III (2019)[22]